# Benzantrone
Il benzantrone è un chetone aromatico utilizzato come colorante. Si presenta come una polvere da gialla a marrone-verde, con punto di fusione di 170 °C. È insolubile in acqua e solubile in alcool. È una sostanza basica con proprietà di fluorescenza e luminescenza. Usato come fotositentizzatore e trasportatore di carica. Trovava impiego anche in pirotecnica per le colorazioni da verde a giallo nei fumogeni, oggi sostituito dal colorante noto come Vat Yellow 4.

## Sintesi
In una classica reazione organica conosciuta come sintesi di Bally–Scholl (1905), l'antrachinone condensa con il glicerolo formando il benzantrone. In questa reazione, il chinone è prima ridotto con rame metallico in acido solforico (convertendo il gruppo chetonico in un gruppo metilico), quindi addiziona glicerolo.
Altre sintesi riportano la variante in cui l'antrachinone ed il glicerolo reagiscono in presenza di solfato di anilina a 100 °C. Anche la reazione fra antrolo, glicerolo in acido solforico a 120 °C consente di ottenere benzantrone.

## Effetti sulla salute
Causa prurito a contatto con la pelle. L'esposizione può dare origine a eritemi e dermatiti.